# Hans Bachofner
Hans Bachofner (* 15. August 1931 in Winterthur; † 29. September 2012; heimatberechtigt in Fehraltorf) war ein Schweizer Jurist und Berufsoffizier.
Bachofner studierte Rechts- und Wirtschaftswissenschaften sowie Politologie in Köln und Paris und promovierte 1958 an der Universität Zürich zum Doktor der Rechtswissenschaft. Ab 1959 diente er als Berufsoffizier der Infanterie und der Sanitätstruppen der Schweizer Armee. 
Bachofner hatte ab 1972 Führungsfunktionen in der Militärverwaltung inne und war unter anderem Kommandant des Gebirgsinfanterieregiments 37 sowie Stabschef der Gebirgsdivision 12. Von 1975 bis 1976 war er Personaldirektor der Georg Fischer AG. 1982 übernahm er als Divisionär das Kommando der Zentralschulen der Armee, und 1986 der Generalstabskurse. In seiner letzten Funktion leitete Bachofner von 1989 bis 1990 den Stab Operative Schulung der Armee.
Militärfachlich trat Bachofner als Chefredaktor der Allgemeinen Schweizerischen Militärzeitschrift und als Initiant sicherheitspolitischer Seminare in Erscheinung. In den Medien übte er namentlich Kritik an den Armeereformen ab 1990 und an den Auslandseinsätzen der Armee, was ihm unter anderem in nationalkonservativen Kreisen einen Namen verschaffte.